# گرمن بلتران
گرمن بلتران (انگلیسی: Germán Beltrán؛ زادهٔ ۲۶ اکتبر ۱۹۷۹) بازیکن فوتبال اهل اسپانیا است.
از باشگاه‌هایی که در آن بازی کرده‌است می‌توان به باشگاه فوتبال ژیرونا، باشگاه فوتبال رئال مادرید سی، باشگاه فوتبال ایبار، و باشگاه فوتبال زامورا اشاره کرد.